# Подозерани
Подозерани (пол. Podozierany) — село в Польщі, у гміні Ґрудек Білостоцького повіту Підляського воєводства.
Населення — 140 осіб (2011).
У 1975-1998 роках село належало до Білостоцького воєводства.

## Демографія
Демографічна структура станом на 31 березня 2011 року:
|          | Загалом | Допрацездатний вік | Працездатний вік | Постпрацездатний вік |
| -------- | ------- | ------------------ | ---------------- | -------------------- |
| Чоловіки | 60      | 7                  | 34               | 19                   |
| Жінки    | 80      | 11                 | 29               | 40                   |
| Разом    | 140     | 18                 | 63               | 59                   |